# Macromia flinti
Macromia flinti – gatunek ważki z rodziny Macromiidae. Występuje endemicznie na Sri Lance.